# 2016 في جمهورية أيرلندا
فيما يلي قوائم الأحداث التي وقعت خلال عام 2016 في جمهورية أيرلندا.

## سياسة

### تعيين في المنصب
- 10 مارس – إندا كيني نائب دييل،وزير الدفاع [الإنجليزية]‏.
- 10 مارس – جوان بيرتون نائب دييل.
- 10 مارس – جيري آدمز نائب دييل.
- 10 مارس – شون هوهي نائب دييل.
- 10 مارس – فرانسيس فيتزجيرالد نائب دييل،تانيست.
- 10 مارس – كياران كانون نائب دييل.
- 10 مارس – ليو فرادكار نائب دييل،Minister for Social Protection [الإنجليزية]‏.
- 8 يونيو – بادي بورك عضو مجلس الشيوخ من أيرلندا.
- 8 يونيو – ديفيد نوريس عضو مجلس الشيوخ من أيرلندا.

### انتهاء فترة المنصب
- 3 فبراير – إندا كيني نائب دييل.
- 3 فبراير – جوان بيرتون نائب دييل،Minister for Social Protection [الإنجليزية]‏، تانيست.
- 3 فبراير – جيري آدمز نائب دييل.
- 3 فبراير – فرانسيس فيتزجيرالد نائب دييل.
- 3 فبراير – كياران كانون نائب دييل.
- 3 فبراير – ليو فرادكار نائب دييل،وزير الصحة [الإنجليزية]‏.

## أفلام
من الأفلام التي صدرت هذه السنة في جمهورية أيرلندا:
- 1 يناير – بروكلين من إخراج جون كرولي (مخرج أفلام).
- 1 يناير – شارع الغناء من إخراج جوني كارني.
- 16 أكتوبر – غرفة من إخراج ليني أبراهامسون.

## برامج ومسلسلات وأنمي
- السقوط

## وفيات

### يناير
- 31 يناير – تيري ووجان (مواليد 1938)

### أغسطس
- 16 أغسطس – جيما ريدموند (مواليد 1978) عالمة تقنية بيولوجية ومخترعة أيرلندية.

### نوفمبر
- 20 نوفمبر – ويليام تريفور (مواليد 1928) كاتب أيرلندي.